# Mijaíl Artamónov

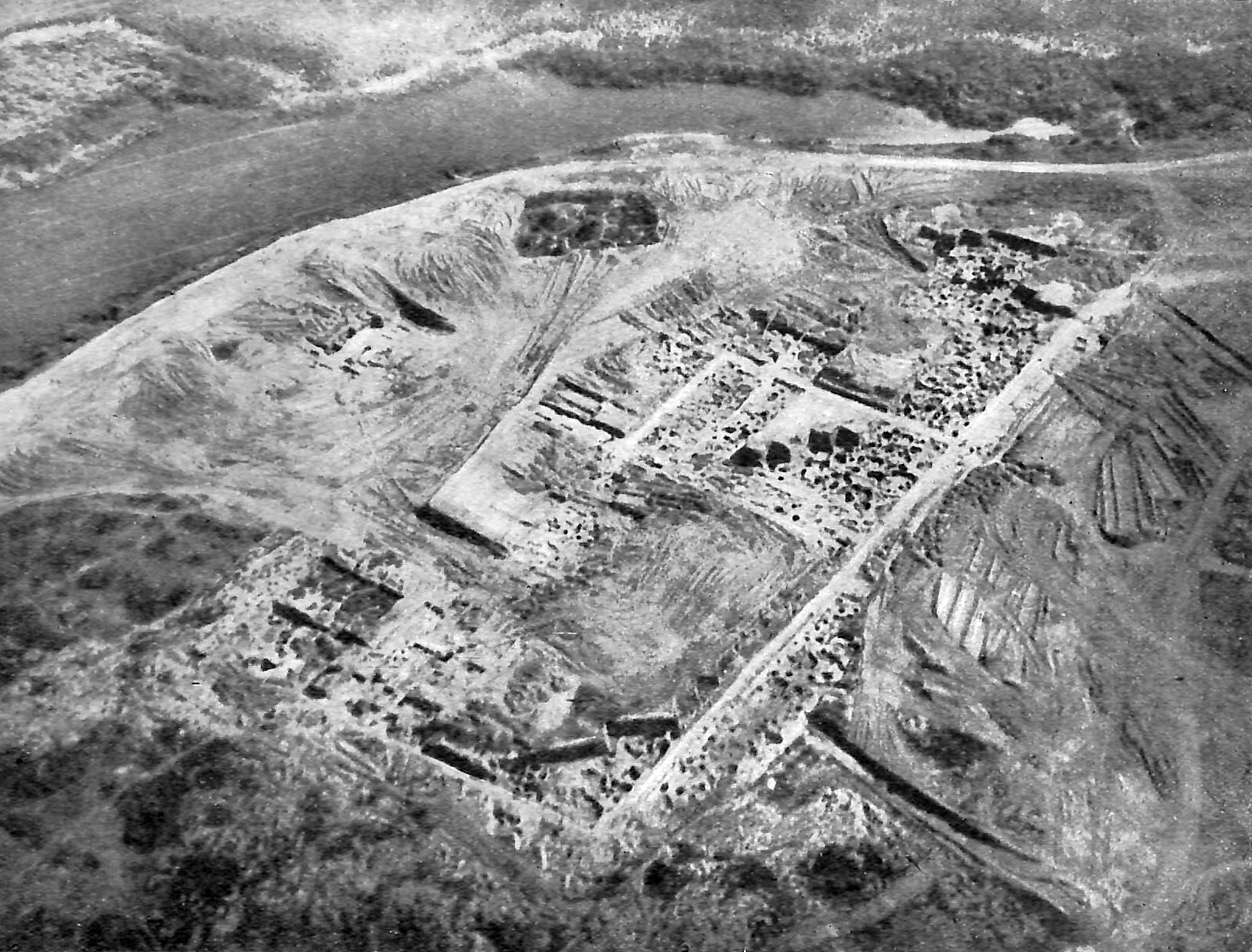
El yacimiento de Sarkel, descubierto y excavado por Artamónov en los años 1930.

Mijaíl Ilariónovich Artamónov (ruso: Михаил Илларионович Артамонов; aldea de Vygolovo, uyezd de Vesegonsk, gobernación de Tver, actual óblast de Tver, Imperio ruso, 23 de noviembrejul./ 5 de diciembre de 1898greg. - Leningrado, Unión Soviética, 31 de julio de 1972) fue un arqueólogo e historiador soviético, reconocido como el padre de los estudios modernos sobre los jázaros.

## Biografía
La carrera científica de Artamónov se centró en la Universidad Estatal de Leningrado, donde fue profesor desde 1935 y catedrático de Arqueología desde 1949.
Investigó asentamientos de las edades del Bronce y Hierro junto al río Don, el Cáucaso septentrional y Ucrania. Excavó un gran número de kurganes y poblados escitas y jázaros (el más célebre, la fortaleza jázara de Sarkel), y publicó una voluminosa monografía sobre este último pueblo en 1962, la Istóriya Jazar. Las primeras ediciones de esta obra (1937, 1939), que enfatizaban en la enorme influencia de los jázaros en el desarrollo de los primeros rus' y otros grupos, fueron denunciadas por las autoridades soviéticas, obligando a añadir a su trabajo una conclusión que decía, esencialmente, que realmente no había habido un influjo duradero.
En 1951, Artamónov fue nombrado director del Museo del Hermitage, pero tres años más tarde fue destituido del cargo por organizar una exposición de arte inconformista. Pese a aquello, fue condecorado con la Orden de Lenin, la Orden de la Bandera Roja del Trabajo y varias medallas. Entre sus discípulos se incluían Lev Gumiliov (hijo de Anna Ajmátova), Anatoli Kirpíchnikov, Dmitri Machinski e Ígor Dúbov.